# René Henri Ravaut
René Henri Ravaut (né à Paris le 23 mars 1854, où il est mort le 23 avril 1913) est un peintre français.

## Biographie
René Henri Ravaut est l'élève d'Ulysse Butin et de Jean-Paul Laurens. Il obtient une médaille de troisième classe au Salon de 1880. Son atelier était situé au 18, rue Brunel à Paris.

## Œuvres
- Résurrection d'un enfant par saint Benoît, Salon de 1880, huile sur toile, acquisition de l'État[2].
- L'Imprudent, Villerville, huile sur toile, Salon de 1882.
- Raimond VI comte de Toulouse, l'excommunié 1156-1222, 1889, grand escalier du Capitole de Toulouse.
- Funérailles de saint Bertrand de Comminges, vers 1890, huile sur toile, musée des Augustins de Toulouse.
- Marie l'égyptienne, Salon de 1894, huile sur toile.

Œuvres de René Henri Ravaut
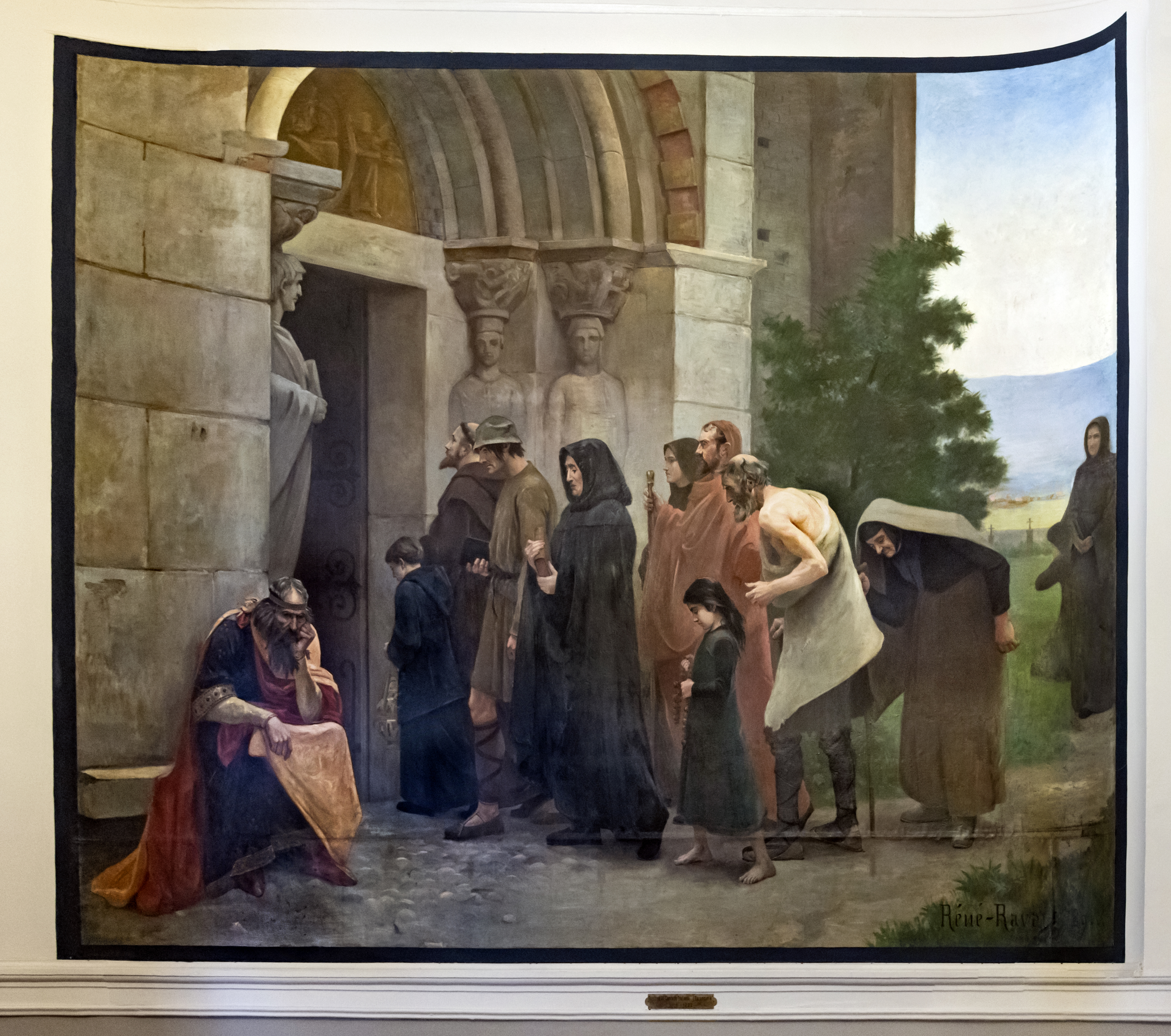
Raimond VI comte de Toulouse, l'excommunié 1156-1222 (1889), Capitole de Toulouse.
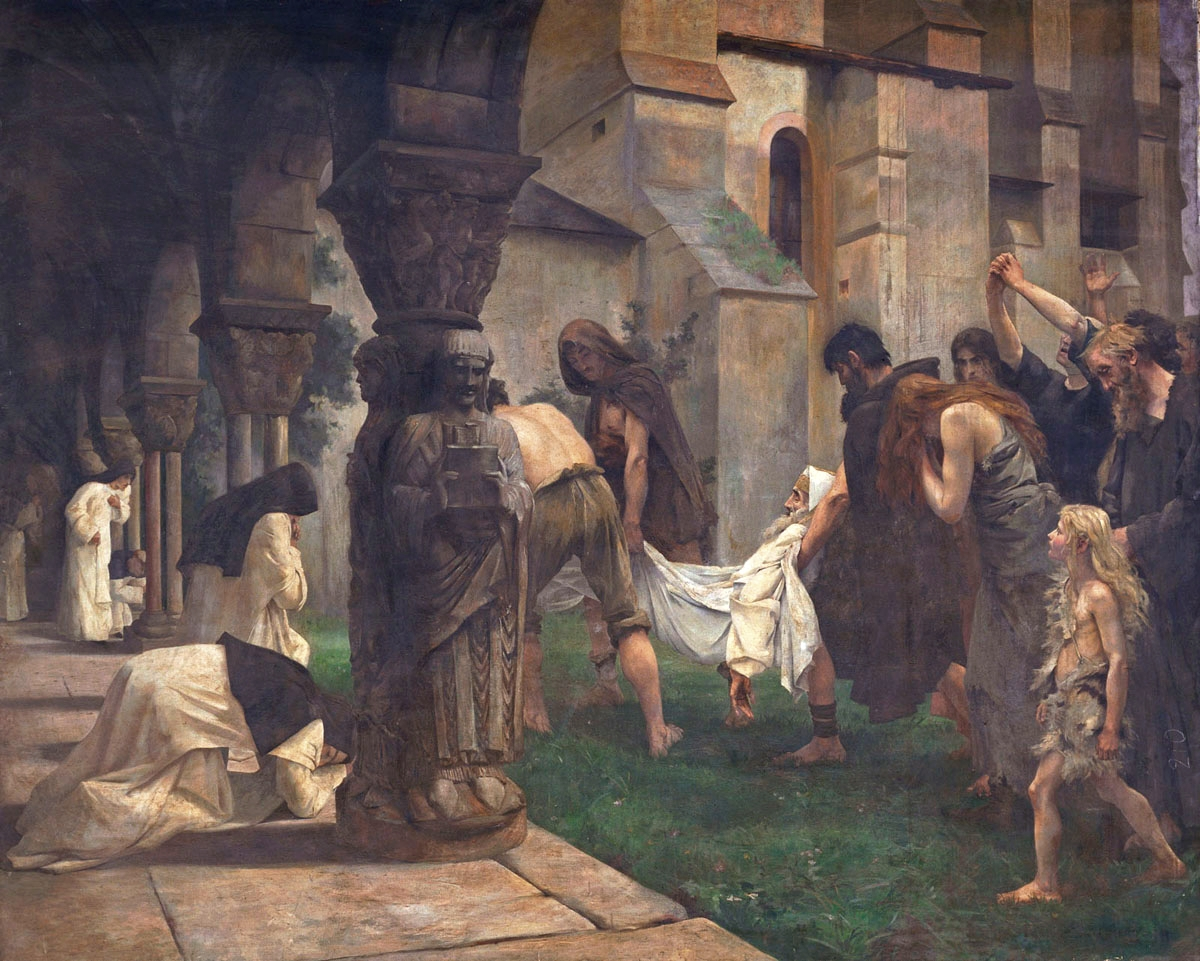
Funérailles de saint Bertrand de Comminges (1890), musée des Augustins de Toulouse.